# Hypocassida
Hypocassida là một chi bọ cánh cứng trong họ Chrysomelidae.
Chi này được miêu tả khoa học năm 1893 bởi Weise.

## Các loài
Các loài trong chi này gồm:
- Hypocassida convexipennis Borowiec, 2000
- Hypocassida meridionalis Suffrian, 1844
- Hypocassida subferruginea (Schrank, 1776)